# Glendive
Glendive är administrativ huvudort i Dawson County i Montana. Ortens motto är "Good people surrounded by badlands".